# Üçgöz, Besni
Üçgöz là một thị trấn thuộc huyện Besni, tỉnh Adıyaman, Thổ Nhĩ Kỳ. Dân số thời điểm năm 2011 là 1.554 người.